# Sesenta y seis
El sesenta y seis (66) es el número natural que sigue al sesenta y cinco y precede al sesenta y siete.

## Propiedades matemáticas
El 66 es:
- Un número compuesto, que tiene los siguientes factores propios: 1, 2, 3, 6, 11, 22 y 33. Como la suma de sus factores es 78 > 66, se trata de un número abundante.
- Un número triangular.[1]
- Un número hexagonal.[2]
- Un número esfénico.[3]
- Un número semimeándrico.[4]
- Un número semiperfecto, siendo un múltiplo de un número perfecto.
- Un número de Erdős-Woods, ya que es posible encontrar secuencias de 66 enteros consecutivos tales que cada miembro interno comparta un factor con el primero o el último miembro.[5]

## Características
- Es el código telefónico internacional de Tailandia.
- Es el número atómico del disprosio.